# Lekkoatletyka na Igrzyskach Południowego Pacyfiku 1975
Lekkoatletyka na Igrzyskach Południowego Pacyfiku 1975 – zawody lekkoatletyczne podczas Igrzysk Południowego Pacyfiku w Tumon.

## Rezultaty

### Mężczyźni
| Konkurencja                        |                                                                                      | Wynik    |                                                                     | Wynik    |                                                                                 | Wynik    |
| ---------------------------------- | ------------------------------------------------------------------------------------ | -------- | ------------------------------------------------------------------- | -------- | ------------------------------------------------------------------------------- | -------- |
| Bieg na 100 metrów                 | (Wyspy Salomona) Jim Marau                                                           | 10,05    | Joseph Wéjièmé                                                      | 11,06    | Jean Bourne                                                                     | 11,10    |
| Bieg na 200 metrów                 | Joseph Wéjièmé                                                                       | 21,70    | Jean Bourne                                                         | 22,11    | (Wyspy Salomona) Jim Marau                                                      | 22,18    |
| Bieg na 400 metrów                 | Wavala Kali                                                                          | 48,91    | (Wyspy Salomona) Valentine Wale                                     | 49,90    | Yannick Blanc                                                                   | 50,13    |
| Bieg na 800 metrów                 | Richard Kermode                                                                      | 1:57,33  | Paul Maraga                                                         | 1:58,77  | Alain Julien                                                                    | 1:59,06  |
| Bieg na 1500 metrów                | Usaia Sotutu                                                                         | 4:04,41  | Wallace Hofogao                                                     | 4:04,74  | Trevor Corke                                                                    | 4:05,98  |
| Bieg na 5000 metrów                | John Kokinai                                                                         | 15:01,02 | Mike Joyce                                                          | 15:15,20 | Alain Lazare                                                                    | 15:16,12 |
| Bieg na 10 000 metrów              | John Kokinai                                                                         | 32:01,25 | Alain Lazare                                                        | 32:05,27 | Usaia Sotutu                                                                    | 32:58,24 |
| Maraton                            | Alain Lazare                                                                         | 2:36:35  | John Kokinai                                                        | 2:37:24  | Yannick Moglia                                                                  | 2:43:38  |
| Bieg na 3000 metrów z przeszkodami | John Kokinai                                                                         | 9:29,4   | Usaia Sotutu                                                        | 9:51,4   | Michel Guepy                                                                    | 10:25,3  |
| Bieg na 110 metrów przez płotki    | Sanitesi Latu                                                                        | 15,40    | Sakaraia Tuva                                                       | 15,55    | Iroa Pamoa                                                                      | 15,85    |
| Bieg na 400 metrów przez płotki    | Joe Rodan                                                                            | 54,70    | Henri Brillant                                                      | 55,60    | Marcel Blameble                                                                 | 55,69    |
| Skok wzwyż                         | Clément Poaniewa                                                                     | 2,10     | Paul Poaniewa                                                       | 2,08     | Pierre Léontieff-Téahu                                                          | 1,98     |
| Skok o tyczce                      | Pierre Larue                                                                         | 4,00     | Stanley Drollet                                                     | 3,80     | Otilio D'Almeida Alipeti Latu                                                   | 3,80     |
| Skok w dal                         | Tony Moore                                                                           | 7,36     | Eric Bellenguez                                                     | 6,86     | Evan Iewago                                                                     | 6,84     |
| Trójskok                           | Yannick Talon                                                                        | 15,42    | Clément Poaniewa                                                    | 14,74    | Bula Tora                                                                       | 14,72    |
| Pchnięcie kulą                     | Arnjolt Beer                                                                         | 18,07    | Martial Bone                                                        | 15,99    | Jean-Claude Duhaze                                                              | 15,87    |
| Rzut dyskiem                       | Arnjolt Beer                                                                         | 48,30    | Martial Bone                                                        | 46,88    | Jean-Claude Duhaze                                                              | 40,70    |
| Rzut młotem                        | Martial Bone                                                                         | 46,70    | Arnjolt Beer                                                        | 43,66    | Jean-Claude Duhaze                                                              | 37,50    |
| Rzut oszczepem                     | Lolesio Tuita                                                                        | 73,20    | Penisio Lutui                                                       | 70,28    | Steven Vairaaroa                                                                | 65,20    |
| Dziesięciobój                      | Sanitesi Latu                                                                        | 5576     | Alipeti Latu                                                        | 5153     | Bula Tora                                                                       | 4677     |
| Sztafeta 4 × 100 metrów            | Nowa Kaledonia · Alexis Kicine · Jean-Marc Fouche · Eric Bellenguez · Joseph Wéjièmé | 40,09    | Wyspy Salomona Casper Luiramo Jasper Anisi Valentine Wale Jim Marau | 42,46    | Polinezja Francuska · Joseph Kiou · Emile Roche · Alexandre Aunoa · Jean Bourne | 42,48    |
| Sztafeta 4 × 400 metrów            | Nowa Kaledonia · Alain Julien · Jean-Marc Martin · Marcel Blameble · Yannick Blanc   | 3:23,63  | Fidżi · Bula Tora · Richard Kermode · Samuela Bulai · Joe Rodan     | 3:24,93  | Wyspy Salomona William Atkin Fakaia Jim Marau Jasper Anisi Valentine Wale       | 3:25,11  |

### Kobiety
| Konkurencja                     |                                                                                               | Wynik   |                                                                        | Wynik   |                                                                                          | Wynik   |
| ------------------------------- | --------------------------------------------------------------------------------------------- | ------- | ---------------------------------------------------------------------- | ------- | ---------------------------------------------------------------------------------------- | ------- |
| Bieg na 100 metrów              | Miriama Chambault                                                                             | 12,63   | Nowe Hebrydy Georgette Delaplane                                       | 12,68   | Brigitte Hardel                                                                          | 12,85   |
| Bieg na 200 metrów              | Miriama Chambault                                                                             | 25,74   | Nowe Hebrydy Georgette Delaplane                                       | 25,74   | Brigitte Hardel                                                                          | 25,98   |
| Bieg na 400 metrów              | Brigitte Hardel                                                                               | 58,51   | Make Liku                                                              | 59,06   | Armelle Tefana                                                                           | 59,98   |
| Bieg na 800 metrów              | Make Liku                                                                                     | 2:20,85 | Rusila Radinibeqa                                                      | 2:21,37 | Mo'uro Kaida                                                                             | 2:21,37 |
| Bieg na 1500 metrów             | Rusila Radinibega                                                                             | 4:56,96 | Mo'uro Kaida                                                           | 4:57,60 | Make Liku                                                                                | 5:04,55 |
| Bieg na 100 metrów przez płotki | Danièle Guyonnet                                                                              | 14,96   | Miriama Chambault                                                      | 15,04   | Naomi Taraingal                                                                          | 16,13   |
| Skok wzwyż                      | Danièle Guyonnet                                                                              | 1,78    | Nowe Hebrydy Josina Tell-Riquet                                        | 1,51    | Miriama Chambault                                                                        | 1,45    |
| Skok w dal                      | Miriama Chambault                                                                             | 5,61    | Elesi Ramoa                                                            | 5,29    | Danièle Guyonnet                                                                         | 5,28    |
| Pchnięcie kulą                  | Georgette Paouro                                                                              | 10,82   | Marie-Claude Tchibaoh                                                  | 10,53   | Nowe Hebrydy Georgette Delaplane                                                         | 10,42   |
| Rzut dyskiem                    | Lili Bola                                                                                     | 34,02   | Marie-Claude Tchibaoh                                                  | 33,50   | Mereoni Vibose                                                                           | 32,48   |
| Rzut oszczepem                  | Mereoni Vibose                                                                                | 44,32   | Georgette Paouro                                                       | 43,16   | Marie Poaniewa                                                                           | 41,38   |
| Pięciobój                       | Danièle Guyonnet                                                                              | 3703    | Miriama Chambault                                                      | 3673    | Elesi Ramoa                                                                              | 2733    |
| Sztafeta 4 × 100 metrów         | Polinezja Francuska · Lucie Bernardino · Armelle Tefana · Danielle Guyonnet · Tatiana Bennett | 49,50   | Fidżi · Torika Cavuka · Melika Modro · Elesi Ramoa · Miriama Chambault | 49,82   | Nowe Hebrydy · Leilong Kara · Jacinthe Aissau · Josina Tell-Riquet · Georgette Delaplane | 50,00   |